# Kantonsystemet
Kantonsystemet (1760–1842) var en ordning, som Kina benyttede sig af for at kontrollere sin udenrigshandel ved handelshuse på eget territorium. Ordningen var knyttet til havnebyen Kanton i Sydkina.
Kineserne forsøgte at orientere handelen med europæere til Macao, men efterhånden spredte handelsforbindelserne sig til andre områder af kinakysten. Kantonsystemet pålagde britiske handelsfolk at holde sig til Kanton.
Der var desuden englænderne forbudt at have direkte kontakt med almindelige kinesiske borgere. De måtte drive al handel gennem særlige lokale kinesiske handelsforetagender kaldet hong, etablerede særligt for at virke som mellemmænd i denne handel.
Efterhånden blev ordningen udvidet til også at omfatte andre nationaliteter, og de blev geografisk henvist til et lille område, som blev kaldt for faktorierne i Kanton.
Til at begynde med var porcelæn en ledende handelsvare ved siden af den lukrative handel med kinesisk te. Eftersom kineserne kun ville godtage betaling i sølv (de vestlige handelsvarer interesserede dem kun lidt), førte dette til en med tiden stor ubalance i handelen. Briterne lagde imidlertid mærke til, at en del kinesere brugte opium og begyndte at handle med denne vare, som blev den eneste, som kinesiske forretningsmænd ville godtage bortset fra sølv.
Storbritannien var ikke tilfreds med kantonsystemet, men ordningen holdt sig til første opiumskrig. Da gennemtvang man gennem Tianjintraktaten, indgået også med andre lande, at kineserne åbnede "traktatshavne".